# Dique El Bolsón
El dique El Bolsón o presa El Bolsón es un dique de Argentina construido sobre el río Albigasta en la provincia de Catamarca, que conforma un embalse de un volumen de 38 hm³ para ser aprovechados en forma múltiple a través de riego planificado, provisión de agua potable, posible generación de energía y fundamentalmente brindará a la zona de influencia un importante mejoramiento socioeconómico.
La obra diagramada consta de los siguientes elementos: presa de gravedad con vertedero incorporado, vertedero auxiliar lateral, obra de toma para riego, descargador de fondo, acueducto complementario desde la presa hasta Vallecito (tramo I) acueducto desde Vallecito a Frías (tramo II) y acueducto desde Vallecito hasta Esquiú (tramo III) con derivaciones de acueductos secundarios desde el acueducto troncal hasta las localidades de Quiroz, San Antonio y Recreo (Recreo, conexión únicamente). Completa la obra la vivienda guarda presa.

## Historia
El río Albigasta es un recurso con un aprovechamiento de muy larga data; entre los años 1885 y 1888 se construyó aguas abajo del actual emplazamiento de la obra de la presa de embalse El Bolsón, la presa derivadora Sotomayor, desde el que nace un canal matriz que provee de riego a tierras ubicadas en su zona de dominación. 
En 1961 se iniciaron los estudios para el aprovechamiento integral del río Albigasta sobre la base de un convenio entre las provincias de Catamarca y Santiago del Estero (C.I.A.C.S.E.), que determinó el anteproyecto de una presa en Las Juntas, denominada “El Bolsón”, una presa derivadora en el arroyo El Corralito, y una presa compensadora en La Salamanca. El sistema planteado en forma integral, permitiría el riego de un área de 12.000 has, la implementación de una central hidroeléctrica de 1.500 kW y la provisión de agua potable a la ciudad de Frías. 
En 1965 la consultora I.P.O.R.E. S.R.L., realizó el “Proyecto del Aprovechamiento Integral del Río Albigasta”. 
En 1975 la Secretaría de Estado de Recursos Naturales y Ambiente Humano, Ministerio de Economía y D.I.G.I.D. del Ministerio de Defensa, llevaron a cabo la actualización del C.I.A.C.S.E. 
En 1997 (Proyecto Acuña) se realizó la reformulación del Proyecto Ejecutivo de la presa de embalse El Bolsón. Comprende las siguientes obras.
En 2008 comenzó la licitación para la construcción de la obra que permitirá el aprovechamiento del agua para localidades de los departamentos La Paz (Catamarca) y Choya (Santiago del Estero) tanto para riego planificado, provisión de agua potable y generará a la zona de influencia un importante mejoramiento socioeconómico en la zona.